# (1621) Druzhba
(1621) Druzhba ist ein Asteroid des Hauptgürtels, der am 1. Oktober 1926 vom russischen Astronomen Sergei Iwanowitsch Beljawski am Krim-Observatorium in Simejis entdeckt wurde.
Der Name ist vom russischen Wort für Freundschaft abgeleitet.